# Ceratostomella investita
Ceratostomella investita är en svampart som först beskrevs av Ludwig David von Schweinitz, och fick sitt nu gällande namn av Karl Starbäck 1899. Ceratostomella investita ingår i släktet Ceratostomella och familjen Annulatascaceae.   Inga underarter finns listade i Catalogue of Life.